# 莫拉尔萨尔萨尔
莫拉尔萨尔萨尔，是西班牙马德里自治区的一个市镇。总面积43平方公里，总人口12 168人（2013年），人口密度286人/平方公里。